# Burgstall Bocksberg
Der Burgstall Bocksberg bezeichnet eine abgegangene Spornburg etwa 1400 m nordwestlich der Kirche St. Johann Baptist von Eggersdorf, einem Gemeindeteil der niederbayerischen Gemeinde Bruckberg im Landkreis Landshut. Die Anlage wird als Bodendenkmal unter der Aktennummer D-2-7437-0010 im Bayernatlas als „Burgstall des Mittelalters“ geführt.

## Beschreibung
Der Burgstall Bocksberg liegt auf einem zum Further Bach vorstoßenden Bergsporn des Bocks- oder Gigerlberges. Die Anlage macht in Nord-Süd-Richtung 180 m und in Ost-West-Richtung bis zu 300 m aus. Am weitesten nach Nordwesten vorgeschoben ist ein in den Steilhang übergehender und durch einen halbkreisförmigen Graben abgetrennter Pyramidenstumpf von 50 × 50 m Grundfläche. Er wird vom nördlichen Spornende durch einen 6 m tiefen, halbkreisförmigen Halsgraben abgeteilt. Der Plateaudurchmesser des Pyramidenstumpfs beträgt 18 m. Dieses Plateau ragt steil 11 m über der Grabensohle auf. Es finden sich hier viele Eingrabungslöcher mit Ziegelschutt. Ein weiterer Teil mit einer leichten Kuppe ist vom Halsgraben an durch eine 150 m lange Bewehrung eingegliedert. Die innere Grabenkante wird von einem schwachen Randwall begleitet. Die Außenböschung des Grabens ist bis zu 1,4 m hoch. Dieser Graben läuft nach Süden in einem Steilhang aus und wird in seiner Mitte von einem rezenten Weg durchschnitten. Der Nordostfront sind hangabwärts zwei Wall-Grabenzüge vorgelagert; der innere leicht gebogene 90 m lange Wall-Grabenzug riegelt offenbar das von Norden herkommende Nebental ab, der andere fast geradlinige hat eine Länge von 140 m und flankiert den östlichen Hang dieses Nebentals. An der Westkante der leicht kuppigen Vorburg befindet sich ein vorgeschichtlicher Grabhügel.

## Geschichte
Die Herren von Bocksberg waren Ministeriale der Pfalzgrafen von Wittelsbach. Steine der Burg wurden unter anderem für die Erweiterung der Kirche St. Nikolaus im südlich der Burg gelegenen Eggersdorf verwendet. Die Burg diente der Überwachung der nördlich unterhalb verlaufenden Handelsstraße von Landshut nach Mainburg.